# Gueorgui Yomov
Gueorgui Yomov (en búlgaro: Георги Йомов; Sofía, 6 de julio de 1997) es un futbolista búlgaro que juega en la demarcación de extremo. Desde agosto de 2022 cumple una sanción de cuatro años por dopaje.

## Selección nacional
Tras jugar con la selección de fútbol sub-17 de Bulgaria, la sub-19 y la sub-21, finalmente hizo su debut con la selección absoluta el 8 de octubre de 2020 en un partido de clasificación para la Eurocopa 2020 contra Hungría que finalizó con un resultado de 1-3 a favor del combinado húngaro tras el gol del propio Yomov para Bulgaria, y los goles de Willi Orbán, Zsolt Kalmár y Nemanja Nikolics para Hungría.

### Goles internacionales
| # | Fecha                   | Estadio                                        | Oponente  | Gol | Resultado | Competición                         |
| - | ----------------------- | ---------------------------------------------- | --------- | --- | --------- | ----------------------------------- |
| 1 | 8 de octubre de 2020    | Estadio Nacional Vasil Levski, Sofía, Bulgaria | Hungría   | 1–3 | 1–3       | Clasificación para la Eurocopa 2020 |
| 2 | 11 de noviembre de 2020 | Estadio Nacional Vasil Levski, Sofía, Bulgaria | Gibraltar | 2-0 | 3-0       | Amistoso                            |

## Clubes
| Club             | País     | Año       | Partidos | Goles |
| ---------------- | -------- | --------- | -------- | ----- |
| PFC Slavia Sofia | Bulgaria | 2016-2020 | 126      | 17    |
| PFC CSKA Sofia   | Bulgaria | 2020-2023 | 93       | 16    |

## Palmarés

### Campeonatos nacionales
| Título           | Club             | País     | Año  |
| ---------------- | ---------------- | -------- | ---- |
| Copa de Bulgaria | PFC Slavia Sofia | Bulgaria | 2018 |
| Copa de Bulgaria | PFC CSKA Sofia   | Bulgaria | 2021 |